# Paweł Wojciechowski (informatyk)
Paweł Tomasz Wojciechowski – polski inżynier informatyk, doktor habilitowany nauk technicznych. Specjalizuje się w systemach rozproszonych, językach i narzędziach programowania, semantyce formalnej oraz modelach i weryfikacji obliczeń współbieżnych i rozproszonych. Adiunkt na Wydziale Informatyki Politechniki Poznańskiej.
Studia na kierunku informatyka ukończył na Politechnice Poznańskiej w 1993. Stopień doktorski uzyskał na University of Cambridge w 2000 na podstawie pracy pt. Nomadic Pict: Projekt języka i infrastruktury do obliczeń mobilnych, przygotowanej pod kierunkiem prof. Kena Moody'ego oraz prof. Petera Sewella. Staż podoktorski odbył na szwajcarskiej Politechnice Federalnej w Lozannie. W 2005 powrócił na macierzystą uczelnię, gdzie habilitował się w 2008 na podstawie dorobku naukowego i rozprawy pt. Projekt języka operacji atomowych, deklaratywnej synchronizacji i dynamicznej aktualizacji w systemach komunikacyjnych. Jest autorem wielu publikacji naukowych.